# Matt Sweeney
Matt Sweeney (* 2. Juli 1969 in New Jersey) ist ein US-amerikanischer Rockgitarrist. Bekannt wurde er als Mitglied der Supergruppe Zwan sowie als Tour- und Sessiongitarrist vieler bekannter Musiker.

## Biografie
Matt Sweeney spielte schon in seiner High-School-Zeit Gitarre, aber erst nach der Schulzeit wurde er musikalisch ambitionierter. Mit seiner ersten Band Skunk spielte er von 1986 bis 1991 und veröffentlichte auch einige Aufnahmen. Danach ging er nach New York, wo er kurze Zeit Mitglied von Wider wurde, bevor er 1993 mit Chavez eine eigene Band gründete. Bis Ende der 1990er Jahre war sie in der Indie-Rock-Szene erfolgreich, auch wenn ihr der kommerzielle Durchbruch nicht gelang. Nach 1996 veröffentlichten sie aber keine neuen Aufnahmen mehr und Sweeney trat immer öfter mit anderen Musikern auf.
Unter anderem war er Tourgitarrist von Guided by Voices und Bonnie ‘Prince’ Billy, mit dem er über viele Jahre verbunden blieb. Aus einer Zusammenarbeit mit Billy Corgan und Jimmy Chamberlin von den Smashing Pumpkins entstand 2001 die gemeinsame Rockband Zwan. Die Supergroup veröffentlichte ein international erfolgreiches Album. 2005 nahm Sweeney zusammen mit Bonnie ‘Prince’ Billy das Album Superwolf auf. Vor allem konzentrierte er sich im Weiteren aber auf die Arbeit im Hintergrund als Tour- und Studiomusiker und auch als Produzent und war über verschiedenste Genre hinweg gefragt. Unter anderem machte er Aufnahmen mit Dave Grohl, den Dixie Chicks, Neil Diamond und spielte für Adele und Run the Jewels. Einige Zeit war er auch Tourgitarrist von Iggy Pop.
Ab 2013 startete er im Internet die Videoserie Guitar Moves mit Interviews und Sessions mit bekannten Rockmusikern wie J Mascis von Dinosaur Jr. und Lemmy Kilmister von Motörhead. 2016 kam es zu einer Wiedervereinigung von Chavez mit einer neuen EP-Veröffentlichung. Mit Bonnie ‘Prince’ Billy nahm er 2021 ein zweites Album mit dem Titel Superwolves auf, das besonders in Deutschland erfolgreich war und in die Charts kam.

## Diskografie
Skunk
- Last American Virgin (1989)
- Laid (1990)

Chavez
- Repeat the Ending (EP, 1994)
- Pentagram Ring (EP, 1995)
- Gone Glimmering (1995)
- Ride the Fader (1996)
- Cockfighters (EP, 2017)

Zwan
- Spun (Soundtrack, 2002)
- Mary Star of the Sea (2003)

mit Bonnie ‘Prince’ Billy
- I Gave You (EP, 2005)
- Superwolf (2005)
- Superwolves (2021)